# 2312 (роман)
„2312“ е научнофантастичен роман на американския писател Ким Стенли Робинсън, публикуван през 2012 г. Действието се развива през 2312 г., когато човечеството се е разпространило из Слънчевата система . Романът печели наградата „Небюла“ за най-добър роман през 2013 г.

## Сюжет
Действието на романа се развива през 2312 г. в големия град Терминатор на Меркурий, който е изграден върху гигантски релси, за да остане постоянно в обитаемата зона на планетата близо до слънчевия терминатор. Суон Ер Хонг, художничка и бивша дизайнерка на астероидни терариуми, скърби за внезапната смърт на доведената си баба Алекс, която е била много влиятелна сред обитателите на Терминатор. След погребалната процесия се провежда съвещание сред семейството и близките приятели на Алекс, за някои от които Суон никога не е чувала. Това включва Фиц Уахрам, роден на спътникаТитан, когото Суон не харесва. След съвещанието Суон решава да отиде до Йо, за да посети друг приятел на Алекс, наречен Уанг, който е проектирал един от най-големите квантови компютри. Докато Суон посещава Уанг на Йо, Терминатор е нападнат; метеорит с изкуствен произход унищожава релсите на града, спирайки движението му и излагайки го на опасното Слънце. Докато Суон пътува, тя научава повече за мистерията около смъртта на баба си и унищожаването на родния ѝ град Терминатор. С Уахрам и Женет, Суон пътува из Слънчевата система и разследва ескалираща поредица от конспирации.

## Предистория
Терминатор, град, който бавно се движи около Меркурий, за да стои далеч от преките слънчеви лъчи, се появява за първи път в по-ранния роман на Робинсън The Memory of Whiteness и се споменава в трилогията на Робинсън за Марс. Терминатор се споменава накратко в романа на Робинсън от 2015 г. „Аврора“.

## Прием
Критичният прием за „2312“ е смесен до положителен. Списание Slate хвали книгата като „брилянтна“, а „Гардиън“ критикува края като „измислен“. Джеф Вандърмиър в ревю за Лос Анджелис Таймс нарича книгата „ценен подарък за феновете на разказване на истории със страст“.
Книгата печели наградата „Небюла“ за 2013 г. за най-добър роман, номинирана е за наградата „Хюго“ за 2013 г. за най-добър роман, включена е краткия списък за наградата на BSFA за 2012 г. за най-добър роман и за наградата „Артър С. Кларк“ за 2013 г. Романът е номиниран за наградата Goodreads Choice за научна фантастика за 2012 г.